# Arctopsyche lobata
Arctopsyche lobata là một loài Trichoptera trong họ Hydropsychidae. Chúng phân bố ở miền Ấn Độ - Mã Lai.